# Orbisonia
Orbisonia é um distrito localizado no estado norte-americano de Pensilvânia, no Condado de Huntingdon.

## Demografia
Segundo o censo norte-americano de 2000, a sua população era de 425 habitantes.
Em 2006, foi estimada uma população de 407, um decréscimo de 18 (-4,2%).

## Geografia
De acordo com o United States Census Bureau tem uma área de
0,2 km², dos quais 0,2 km² cobertos por terra e 0,0 km² cobertos por água. Orbisonia localiza-se a aproximadamente 225 m acima do nível do mar.

## Localidades na vizinhança
O diagrama seguinte representa as localidades num raio de 12 km ao redor de Orbisonia.